# Saint-Jean-Saverne
Saint-Jean-Saverne är en kommun i departementet Bas-Rhin i regionen Grand Est (tidigare regionen Alsace) i nordöstra Frankrike. Kommunen ligger i kantonen Saverne som tillhör arrondissementet Saverne. År 2022 hade Saint-Jean-Saverne 537 invånare.

## Befolkningsutveckling
Antalet invånare i kommunen Saint-Jean-Saverne
| Referens: INSEE |